# Quit
Quit (stilisiert als Quit!!) ist das dritte Studioalbum des US-amerikanischen Country-Rock-Sängers Hardy. Es erschien am 12. Juli 2024 über Big Loud.

## Entstehung
Hardy schrieb alle 13 Titel des Albums, griff aber auch auf die externen Songwriter Jacob Durrett, Blake Pedergrass, David Garcia, Hunter Phelps, Tyler Hubbard, Smith Ahnquist, Nick Donley, Jacob Mitchell, Cameron Montgomery, Ashley Gorley, Ben Johnson, Hillary Lindsey, Zach Abend, Ryan Hurd, Ernest Keith Smith und John Byron zurück. Lediglich das Lied Six Feet Under (Caleigh’s Song) schrieb Hardy alleine.
Produziert wurde das Album von Hardy, Jacob Durrett und Joey Moi. Letzterer mischte das Album, während Justin Schtutz das Mastering übernahm. Als Gastmusiker sind der Schlagzeuger Chad Smith von den Red Hot Chili Peppers sowie die Sänger Knox und Fred Durst von der Band Limp Bizkit. Musikvideos wurden für Rockstar, Psycho und Six Feet Under (Caleigh’s Song) veröffentlicht.

## Hintergrund
Das Titellied Quit reflektiert Hardys Karriereweg, beginnend mit dem Tag im Jahre 2015, als Hardy ein kleines Konzert gespielt und ein Glas für Trinkgeld vor die Bühne gestellt hatte. Er habe an diesem Abend rund zehn Dollar eingenommen. Jedoch habe eine Person das Wort „Quit“ („Gib auf!“) auf eine Serviette geschrieben und diese in das Glas gesteckt. Die besagte Serviette ist auf dem Albumcover zu sehen. Im weiteren Verlauf erwähnt Hardy seine ersten Erfolge mit Songs, die von Florida Georgia Line oder Morgan Wallen interpretiert wurden.
Rockstar handelt davon, dass viele andere Musiker ein Lied mit diesem Titel veröffentlicht hätten und Hardy dies nun auch machen wollte. In dem Musikvideo mimt Hardy verschiedene Rockgrößen wie The Beatles, Kurt Cobain von Nirvana, Angus Young von AC/DC, Freddie Mercury von Queen, Paul Stanley von Kiss und Fred Durst von Limp Bizkit. Der Protagonist des Songs Jim Bob verkörpert Hardys Ideals von Trotzhaltung und Eigenverantwortung. Das Stück soll „Normen herausfordern und Individualität zelebrieren“.
Der abschließende Titel Six Feet Under (Caleigh’s Song) ist seiner Ehefrau Caleigh gewidmet. Das Lied wurde von einem gemeinsamen Moment inspiriert, den das Paar wenige Wochen nach einem schweren Tourbusunfall hatte, bei dem Hardy schwere Verletzungen erlitten hatte. Hardy erklärte, dass er in diesem Moment keine Angst vor dem Tod gehabt hatte, sondern befürchtete, dass er seine Frau nie wieder sehen würde. Das Musikvideo zeigt zahlreiche Privataufnahmen des Paares.

## Rezeption
Lydia Farthing vom Onlinemagazin Holler Country schrieb, dass Hardy „seine Flügel weit über die Grenzen der Country-Musik ausgebreitet“ hätte. Für einen Großteil seiner Hörer bietet das Album „das beste beider Welten und ist eine natürliche Weiterentwicklung des geborenen Genre-Verbiegers“. Farthing vergab acht von zehn Punkten. Stephen Thomas Erlewine vom Onlinemagazin Allmusic hingegen kritisierte, dass Hardy „bei seinem angestrebten Publikum das Bull’s Eye treffe“. Für jeden außerhalb dieser Gruppe „werden die Moll-Melodien und sludgien Gitarren zwangsläufig zu monumentaler Langeweile führen“. Erlewine vergab zwei von fünf Punkten.

## Chartplatzierungen
| ChartsChartplatzierungen            | Höchstplatzierung | Wochen |
| ----------------------------------- | ----------------- | ------ |
| Vereinigte Staaten (Billboard)      | 23 (2 Wo.)        | 2      |
| Vereinigte Staaten (Billboard Rock) | 6 (… Wo.)         | …      |

## Musikpreise
Bei den Billboard Music Awards 2024 wurde Hardy in der Kategorie Top Hard Rock Artist, Quit in der Kategorie Top Hard Rock Album und Psycho in der Kategorie Top Hard Rock Song nominiert.